# فرانك وولف (راكب الكنو)
فرانك وولف هو راكب الكنو كندي، ولد في 1970.